# Нижний Журавлёв переулок
Нижний Журавлёв переулок (до 1929 года Нижний Введенский) — переулок в Москве.

## Описание
Переулок расположен в районе Соколиная гора между Электрозаводской улицей и Барабанным переулком. Проходит от Большой Семёновской улицы до Малой Семёновской. Начало переулка выходит к станции метро «Электрозаводская» и площади перед одноимённой платформой, но непосредственная связь с Большой Семёновской отсутствует, так как переулок упирается в пешеходный переход по ней же. Справа примыкает Верхний Журавлёв переулок, слева — один из проездов площади Журавлёва.

## Название
До 24 октября 1929 года переулок носил название Нижний Введенский. Это название было связано с церковью Введения Богородицы в Семёновской слободе (снесена в 1929 году). Нынешнее название переулка — по площади Журавлёва. Площадь в свою очередь получила название в честь Ивана Филипповича Журавлёва (1881—1919) — революционера, большевика, участника Гражданской войны.

## Транспорт
По переулку маршруты наземного транспорта не проходят. Ближайшие остановки расположены на Большой Семёновской улице, где проходят автобусы м3, м3к, 59, 86, 552, т22, т32, т88, н3.
C 22 декабря 2015 года движение транспорта по Нижнему Журавлёвому переулку стало односторонним в направлении от Большой Семёновской улицы в сторону Малой Семёновской улицы.
Ближайшие станции метро —  Электрозаводская и  Электрозаводская.
Ближайшая железнодорожная станция —  Электрозаводская.